# Schloss Interlaken

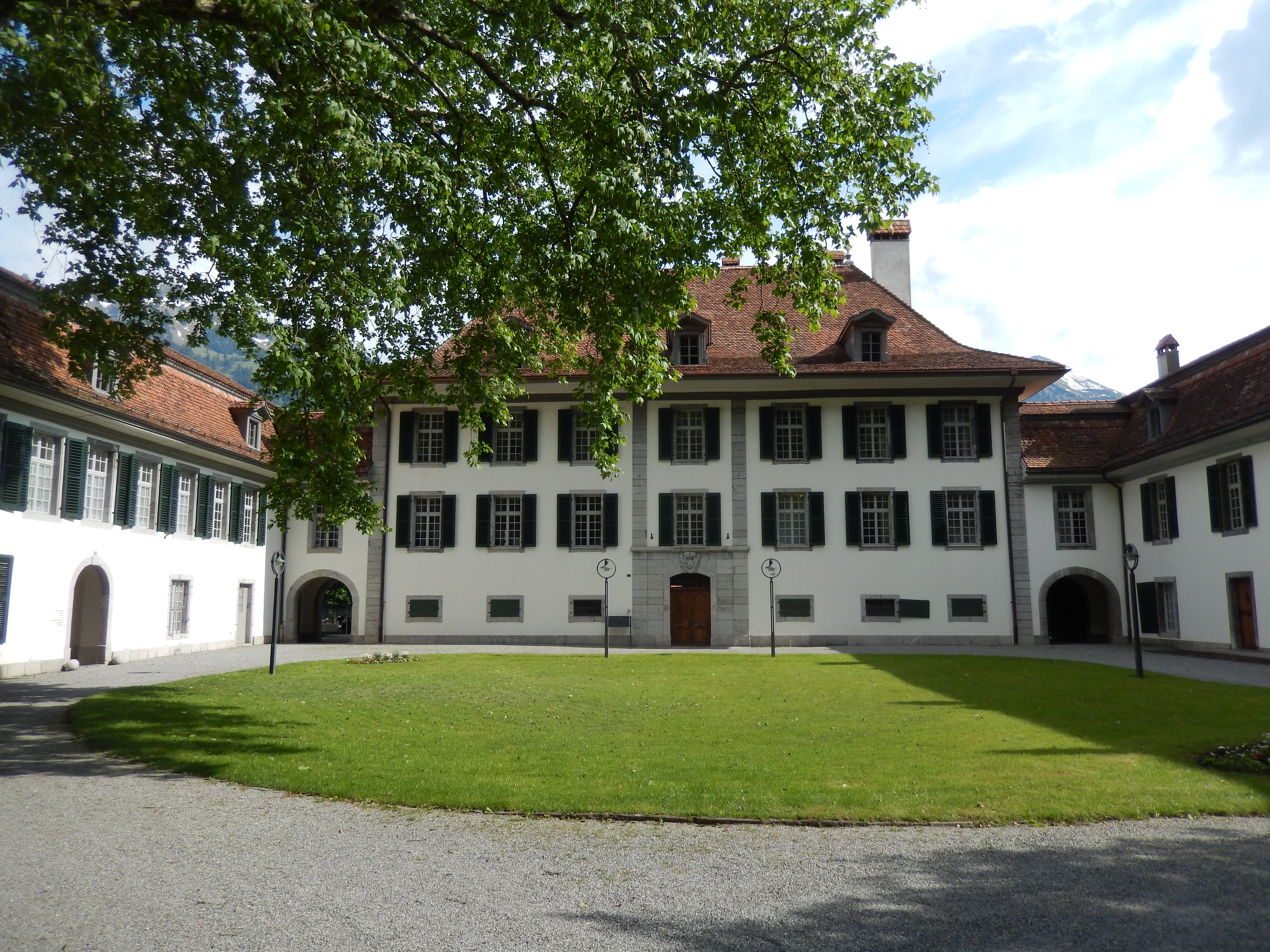
Schloss Interlaken

Das Schloss Interlaken ist ein Schloss in der Gemeinde Interlaken im Kanton Bern.

## Geschichte
An der Stelle des heutigen Gebäudes befand sich ein Augustinerkloster, das 1133 erstmals urkundlich erwähnt wurde. 1525 wurde das Kloster im Zuge der Reformation aufgelöst und der Klosterbesitz ging an den Staat Bern. 1748 entstand am Standort des früheren Klosters das heutige Schloss als Sitz des Berner Landvogtes.
Heute ist das Schloss der Sitz des Regierungsstatthalters, verschiedener Ämter und des Gerichts. Seit 2009 wird das Schloss totalsaniert. Die Gesamtkosten belaufen sich auf 4,5 Millionen Franken.